# Morocco International 2013
Die Morocco International 2013 fanden vom 8. bis zum 10. November 2013 in Casablanca statt. Es war die dritte Auflage der Titelkämpfe.

## Sieger und Platzierte
| Disziplin    | Gold                               | Silber                                     | Bronze                                 |
| ------------ | ---------------------------------- | ------------------------------------------ | -------------------------------------- |
| Herreneinzel | Vincent de Vries                   | Kirtesh Dhindhwal                          | Youcef Sabri Medel                     |
| Herreneinzel | Vincent de Vries                   | Kirtesh Dhindhwal                          | Philip Discher                         |
| Dameneinzel  | Telma Santos                       | Gayle Mahulette                            | Grace Gabriel                          |
| Dameneinzel  | Telma Santos                       | Gayle Mahulette                            | Doha Hany                              |
| Herrendoppel | Manuel Vineeth Arjun Reddy Pochana | Abdelrahman Abdelhakim Adham Hatem Elgamal | Mohamed Abderrahime Belarbi Adel Hamek |
| Herrendoppel | Manuel Vineeth Arjun Reddy Pochana | Abdelrahman Abdelhakim Adham Hatem Elgamal | Bilal Elharab Hamza Houmida            |
| Damendoppel  | Doha Hany Naja Mohamed             | Harag Nazik Rajae Rochdy                   | Ghita Charouite Sara Elmernissi        |
| Damendoppel  | Doha Hany Naja Mohamed             | Harag Nazik Rajae Rochdy                   | Ghita Abdel Wahid Oumaima Elherz       |
| Mixed        | Vincent de Vries Gayle Mahulette   | Adham Hatem Elgamal Naja Mohamed           | Hamza Houmida Harag Nazik              |
| Mixed        | Vincent de Vries Gayle Mahulette   | Adham Hatem Elgamal Naja Mohamed           | Abdelrahman Abdelhakim Doha Hany       |